# Pekiringan (Talang)
Pekiringan is een bestuurslaag in het regentschap Tegal van de provincie Midden-Java, Indonesië. Pekiringan telt 4992 inwoners (volkstelling 2010).